# Головне – не боятися!
«Головне — не боятися!», англ. A Little Bit of Heaven — романтична трагікомедія режисера Ніколь Кессел. У головних ролях знімалися Кейт Гадсон та Гаель Гарсія Берналь.

## Зміст
Марлі завжди вважала — теорія про те, що треба закохатися і жити довго і щасливо — не для неї. Вона завжди боялася комусь відкритися, довіритися. Під час медичного огляду, під наркозом, їй привидівся Бог. Господь сказав Марлі, що вона вмирає і у неї є три бажання, які можуть бути виконані. Два бажання — літати і мільйон доларів — Марлі назвала відразу, а третього бажання так і не знайшлося. Після отримання страшного діагнозу Марлі довелося змінити ставлення до себе та інших і, несподівано, відкрити для себе третє бажання…

## Ролі
| Актор                | Роль                       |
| -------------------- | -------------------------- |
| Кейт Гадсон          | Марлі Корбетт              |
| Гаель Гарсія Берналь | Джуліан Голдстейн          |
| Кеті Бейтс           | Беверлі Корбетт мати Марлі |
| Люсі Панч            | Сара Вокер                 |
| Романі Малко         | Пітер Купер                |
| Розмарі ДеУітт       | Рене Блер                  |
| Вупі Голдберг        | Бог                        |
| Тріт Вільямс         | Джек Корбетт               |
| Стівен Вебер         | Роб Рендольф               |
| Пітер Дінклейдж      | Вінні                      |
| Алан Дейл            | доктор Сандерс             |